# Lucenay
Lucenay é uma comuna francesa na região administrativa de Auvérnia-Ródano-Alpes, no departamento do Ródano. Estende-se por uma área de 6.27 km². Em 2010 a comuna tinha 1 915 habitantes (densidade: 305,4 hab./km²).